# Giara di Gesturi

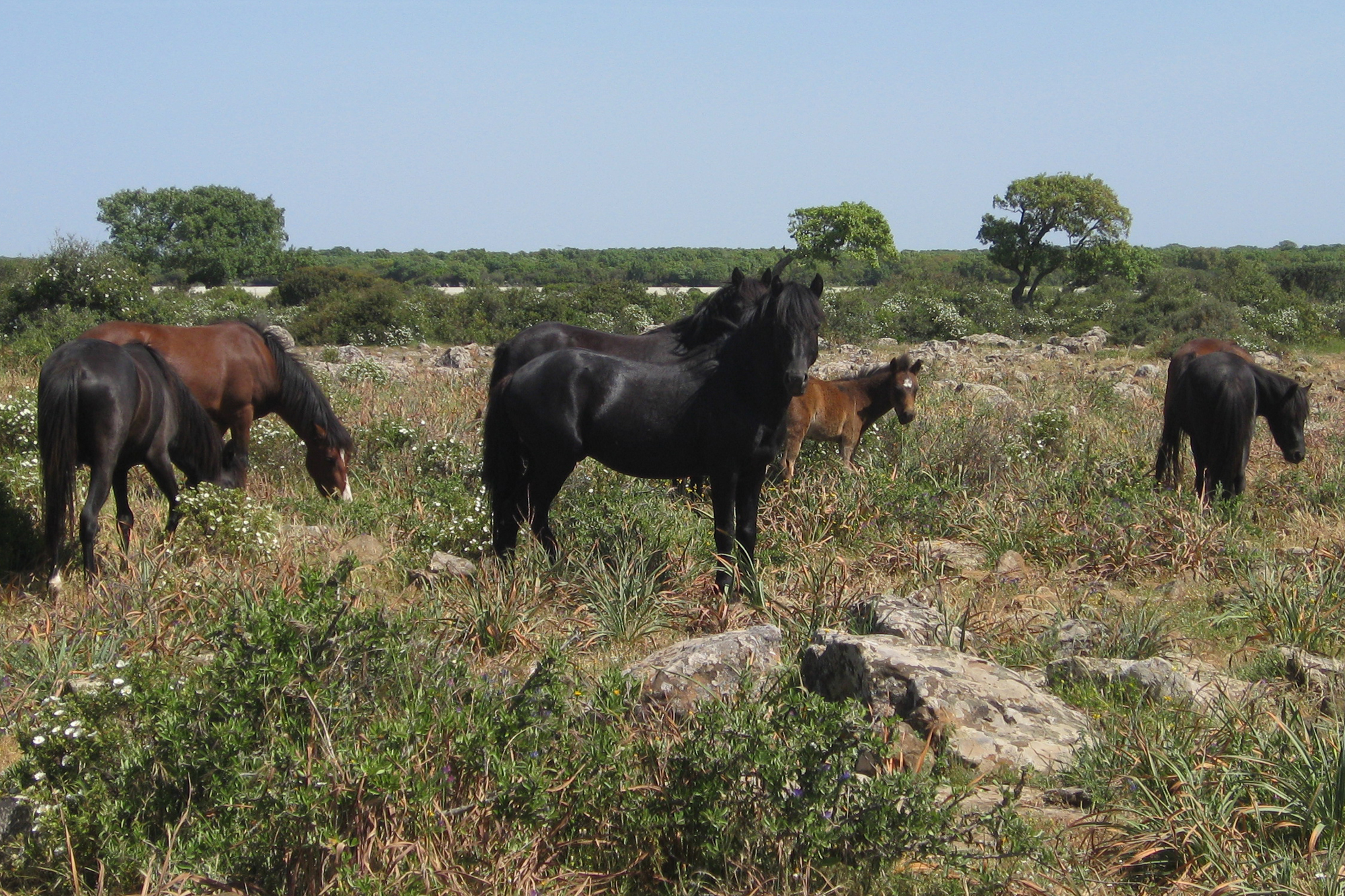
Halbwilde Giara-Pferde

Die Giara di Gesturi (sard.: Sa Jara Manna) ist eine Hochfläche auf Sardinien. Die 550 m hoch gelegene, 43 km² große Basalthochfläche ist nahezu eben, etwa 12 km lang und durchschnittlich 5 km breit. Sie liegt bei Gesturi im Inneren Sardiniens an der Grenze zwischen der Marmilla und dem Sarcidano. Nennenswerte Erhebungen sind die Vulkankegel Zepparedda (600 m) (Krateröffnung noch erkennbar) und Zeppara Manna (580 m).
Im Winter bilden sich auf dem undurchlässigen Basalt große Wasserflächen.
Macchia und Korkeichen sind die prägende Flora des Naturreservates. Hier kommen Wildkatzen, Marder, Schafe und verwilderte Hausschweine sowie rund 600 wildlebende Giara-Pferde vor. Die flügellose Heuschreckenart Paramogoplistes novaki kommt ansonsten nur auf der Insel Hvar in Kroatien und auf dem Parnass vor.

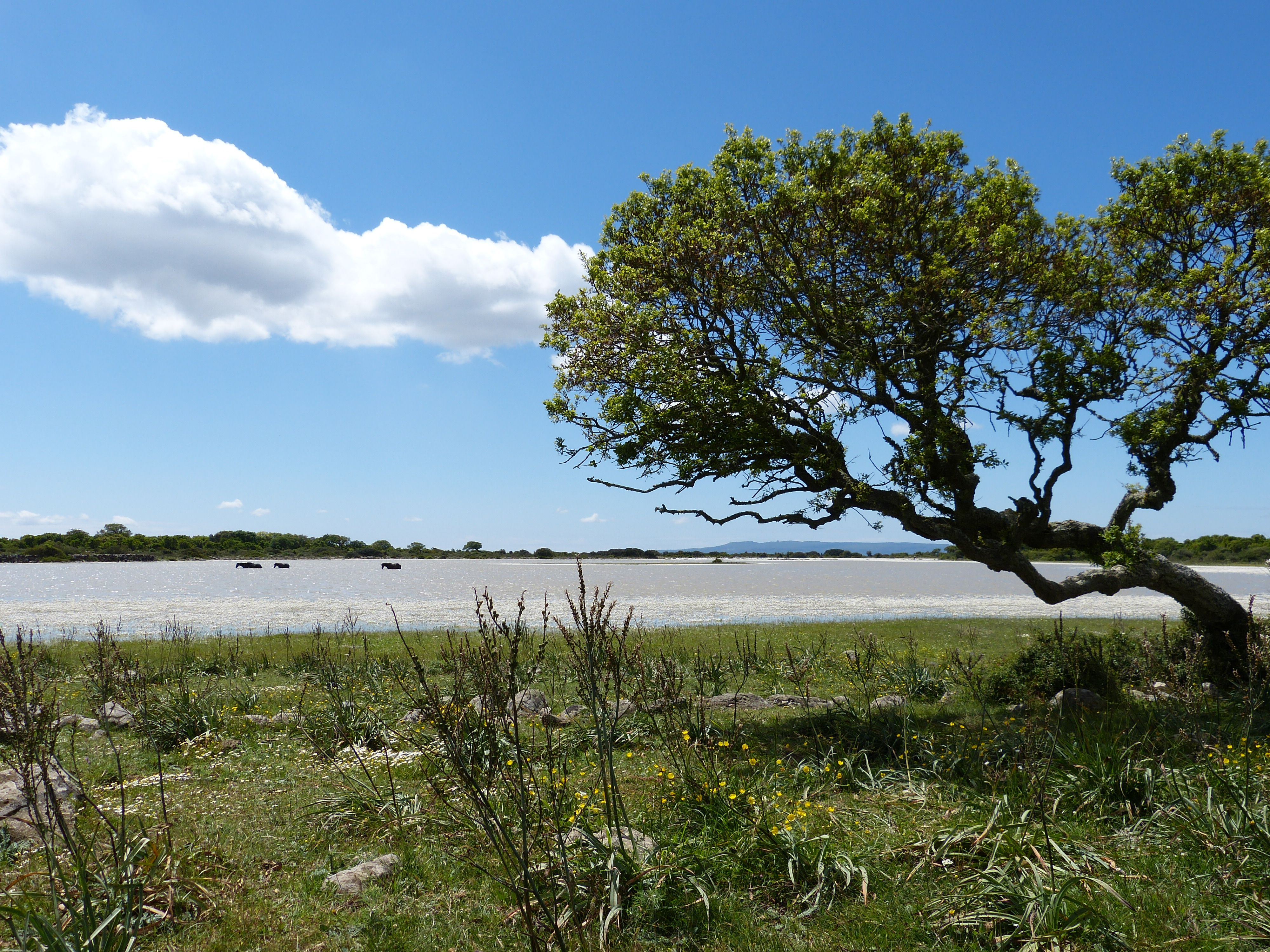
Tümpel auf der Giara di Gesturi

Die Protonuraghe Brunku Madagui (oder Madìli) und etwa 20 weitere Nuraghen am Rande der Hochebene stammen aus der Bronzezeit. Die Giara kann von Gesturi, Setzu und Tuili aus erreicht werden.